# فيلادوسولا
فيلادوسولا (بيدمونتيس فيلا دايوسولا) هي بلدة ومدينة في مقاطعة فيربانو-كاسيو-اوسولا، بيدمونت، شمال إيطاليا، على بعد حوالي 120 كيلومترًا (75 ميلاً) شمال شرق تورينو.  يقع جنوب دومودوسولا، إلى الغرب من توس، وعند مصب وادي أنترونا الخلاب، أحد الوديان الجانبية السبعة في فال دوسولا.
قديمًا كان هذا مقرًا مهمًا لصناعة الحديد والصلب والصناعات الكيماوية. يهتم الاقتصاد المحلي اليوم على قسم الخدمات وتم تحويل العديد من المباني الصناعية إلى استخدامات أخرى: يقع مسرح المدينة لا فيبيرسا في مصنع سابق.
تقع فيلادوسولا على حدود المحافظات التالية: بيورا-كارديزا وبرجوميزافال ودومودوسولا و مونتشينو و بالانزينو .

## المدن التوأم - المدن الشقيقة
فييادوسولا توأمة مع:
- ميركاتو ساراسينو، إيطاليا، منذ 2010.

1. ↑  "Superficie di Comuni Province e Regioni italiane al 9 ottobre 2011" (بالإيطالية). Istituto nazionale di statistica. Retrieved 2019-03-16.
2. ↑   https://demo.istat.it/?l=it. {{استشهاد ويب}}: |url= بحاجة لعنوان (مساعدة) والوسيط |title= غير موجود أو فارغ (من ويكي بيانات) (مساعدة)
3. ↑  GeoNames (بالإنجليزية), 2005, QID:Q830106